# Apodemus peninsulae
Mulot coréen
Espèce
Synonymes
- Apodemus giliacus (Thomas, 1907)[1]
- Apodemus major (Radde, 1862)[1]
- Apodemus majusculus (Turov, 1924)[1]
- Apodemus nigritalus Hollister, 1913[1]
- Apodemus praetor Miller, 1914[1]
- Apodemus qinghaiensis Feng, Zheng & Wu, 1983[1]
- Apodemus rufulus (Dukelski, 1928)[1]
- Apodemus sowerbyi Jones, 1956[1]
- Apodemus tscherga (Kastchenko, 1899)[1]

Statut de conservation UICN

 LC  : Préoccupation mineure
Apodemus peninsulae, le Mulot coréen, est une espèce de mammifères de la sous-famille des Murinae et du genre Apodemus (les mulots), nommé par les anglophones Korean wood mouse ou Korean field mouse (souris des bois ou souris des champs coréenne).

## Systématique
L'espèce Apodemus peninsulae a été décrite pour la première fois en 1906 par le mammalogiste britannique Oldfield Thomas (1858-1929).

## Répartition
Le Mulot coréen se rencontre en Asie du Nord-Est, y compris dans l'Extrême-Orient russe, le Nord de la Chine, la péninsule coréenne, Sakhaline et Hokkaidō, mais est absent de l'île coréenne de Jeju. Il n'est pas menacé.

## Description
La longueur du corps d'un adulte est comprise entre 76 et 125 mm ; la queue est d'une taille presque égale (75 à 112 mm).